# Ny
Ny és un dígraf emprat en llengües com ara el català, l'hongarès, l'indonesi, el suahili, el luganda i en algunes formes normatives de l'aragonès i indica un so nasal palatal (/ɲ/).
Hi ha algunes llengües de l'Àfrica occidental que l'havien fet servir però que ara utilitzen la letra ɲ.